# Harold Gresley
Harold Gresley (1892 – 1967) var en britisk maler – han malede især landskabsmalerier, men også enkelte portrætter.
Harold Gresley blev født i Derbyshire og studerede kunst i Derby. Han var søn af Frank Gresley og sønnesøn af James Stephen Gresley, der begge var kendte kunstnere. Under første verdenskrig kæmpede han i Sherwood Foresters og modtog en medalje. Efter krigen fortsatte han sine studier i Nottingham under Arthur Spooner, og blev lærer ved Repton School. Han boede i Chellaston ved Derby til sin død i 1967.
Nogle af hans værker vises på Derby Museum and Art Gallery efter at 77 af hans malerier blev doneret til museet af kunstsamleren Alfred E. Goodey.

## Eksterne links
- Harold Gresley Auction Price Results Invaluable. (med billeder af Gresley)